# Corpo militare della Croce Rossa Italiana
Il Corpo militare volontario della Croce Rossa Italiana (CM-CRI) è un corpo militare ausiliario delle forze armate italiane.
La sua costituzione risale al 1866; è amministrato dalla Croce Rossa Italiana sotto le direttive del Ministero della difesa.

## Storia
Il Corpo Militare Volontario della Croce Rossa Italiana trae origine dalla disposizione emanata dal Ministro della Guerra del Regno d'Italia il 1º giugno 1866, con la quale il personale delle “Squadriglie di Soccorso”, del Comitato milanese per il soccorso ai feriti e malati in guerra, poi trasformatosi in Associazione Italiana della Croce Rossa, veniva assoggettato alla disciplina militare con l'adozione dell'uniforme e l'equiparazione gerarchica ai gradi del Regio Esercito, e impiegato nella terza guerra d'indipendenza.

### Prima guerra mondiale (1915-1918)
La Croce Rossa Italiana partecipò sul campo con:
- circa 1.200 ufficiali
- circa 9.500 militi
- circa 8.200 crocerossine

Un'aliquota di questo contingente si integrò nelle unità di sanità del Regio Esercito Italiano, mentre la maggior parte era rimasta in servizio presso la stessa Croce Rossa Italiana.
La struttura della Croce Rossa Italiana comprendeva:
- 209 unità divise tra:
  - 65 ospedali da guerra attendati
  - 3 ospedali di tappa
  - 4 sezioni di sanità
  - 32 ambulanze da montagna
  - 29 posti di soccorso ferroviario
  - 24 treni ospedale
  - 15 sezioni automobili
  - 1 ambulanza lagunare
  - 1 ambulanza fluviale
  - 6 ambulanze radiologiche
  - 1 ambulanza fornita di elettrovibratore
  - 4 bagni doccia mobili

Il primo milite CRI a cadere fu Armando Trimeloni

### Seconda guerra mondiale (1940-1945)
Imponente è stato l'impegno del Corpo nel corso della seconda guerra mondiale: 22 ospedali territoriali, 11 ospedali attendati da campo da 100 letti e 35 ospedali attendati da campo, con un impiego di un numero complessivo di oltre otto mila uomini mobilitati e altrettante Infermiere volontarie, operanti su:
- navi ospedale,
- treni ospedali sul fronte orientale,
- ospedali da campo (in Africa, Albania, Grecia, Dalmazia, Croazia, Montenegro, Russia)
- navi da rimpatrio dei connazionali dall'Africa Orientale.

### Guerra di Liberazione (1943-1945)

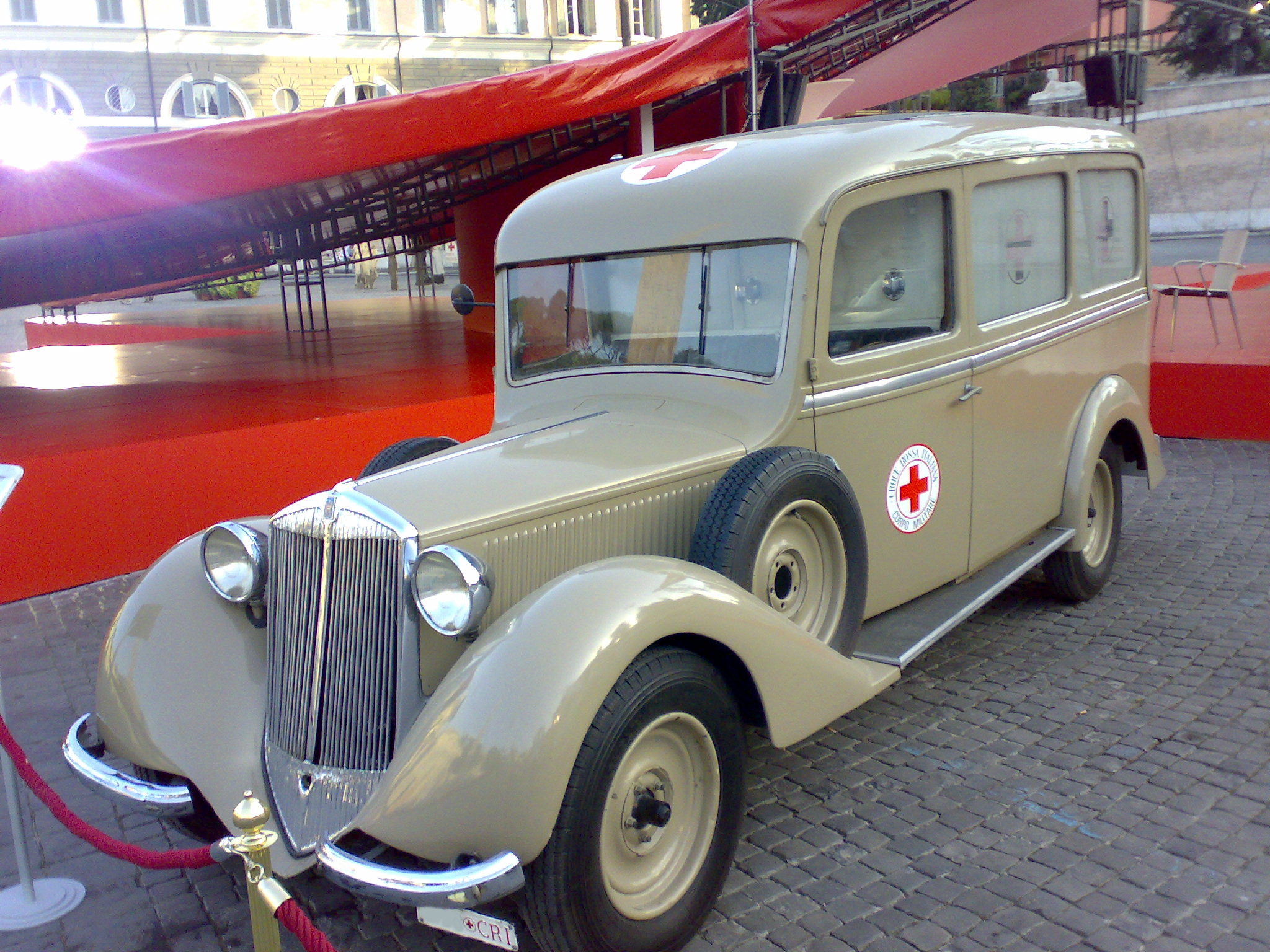
Un'ambulanza "Bianchi" del 1938 del Corpo militare della CRI

In seguito all'armistizio di Cassibile, unità del Corpo militare della Croce Rossa Italiana prestarono soccorso alle persone ferite a Porta San Paolo a Roma, nel corso dei combattimenti per la difesa della capitale, ma anche in altre occasioni di resistenza alla Wehrmacht. 
Inoltre fu particolarmente significativa la partecipazione del Corpo agli scontri in Sardegna, durante la ritirata dei tedeschi verso la Corsica.
Fuori dalla penisola, dopo l'8 settembre 1943, il Gruppo ospedali da campo (formato dal 73º, 74º e 79º ospedale) rimase isolato in Montenegro. Si ricongiunse dopo alcuni giorni di marcia con la 19ª Divisione "Venezia" e gli alpini della "Taurinense", confluendo in seguito nella Divisione italiana "Garibaldi", di cui fece parte fino al termine della guerra.
Nei quasi due anni di conflitto in Italia, le unità del Corpo militare della Croce Rossa Italiana, che includevano anche le Infermiere Volontarie, vennero inquadrate nella 209ª (in supporto al primo distretto britannico) e 212ª Divisione ausiliaria del Corpo Italiano di Liberazione. Con lo scioglimento nel settembre 1944 del CIL, vennero inquadrate nei Gruppi di Combattimento dell'esercito cobelligerante.
Il Corpo militare della Croce Rossa Italiana partecipò attivamente alla guerra di Resistenza, simbolicamente culminata con l'uccisione alle Fosse Ardeatine di due ufficiali, il tenente medico Luigi Pierantoni e il sottotenente commissario Guido Costanzi.

### Dal dopoguerra
Dall'ottobre 1951 al gennaio 1955 l'ospedale da campo n. 68 partecipò con le forze dell'O.N.U. al conflitto in Corea, inquadrato nella Eighth United States Army. Il suo comandante, il maggiore medico Fabio Pennacchi, rappresentò il governo italiano alla firma dell'armistizio di Panmunjeom.
Nel settembre del 1960 fu autorizzato l'intervento dell'ospedale da campo 010 per fornire assistenza sanitaria al contingente ONU inviato in Congo a seguito della rivolta del Katanga. Il comando dell'ospedale e la sua direzione sanitaria furono affidati al cap. me. Giuseppe Cipolat (Kambowe 1915 - Bologna 2010), che lo diresse dal 1960 al 1962, quando fu avvicendato dal cap. me Vittorio Rossi. Per il valore dimostrato durante il suo comando, il cap. me. Cipolat fu insignito nel 2009 della Medaglia d'Oro al merito della CRI. In quel conflitto perse la vita nel 1961 il caporale CRI Raffaele Soru, al quale è stata concessa la Medaglia d'Oro al Valor Militare alla memoria.
Il Corpo militare è stato impiegato anche in tempo di pace in occasione di catastrofi naturali, quali l'alluvione di Firenze (1966), il terremoto del Belice (1968), il terremoto del Friuli (1976), l'alluvione della Valtellina (1987), il terremoto in Armenia (1989), i soccorsi alla popolazione rumena (1990). Dall'agosto 1993 fino al marzo 1995 il Corpo militare della Croce Rossa Italiana ha gestito l'ospedale da campo n. 68, installato presso l'aeroporto di Falconara per l'assistenza ai feriti delle guerre jugoslave.
Con legge 25 giugno 1985, n. 342 venne concessa al Corpo militare volontario della Croce Rossa Italiana la bandiera di guerra.
Il decreto legislativo 28 settembre 2012, n. 178 che ha trasformato la Croce Rossa Italiana da ente pubblico ad associazione di diritto privato, ha fatto salve le norme del Codice dell'ordinamento militare del 2010 e del "Testo unico delle disposizioni regolamentari in materia di ordinamento militare", che disciplinano l'espletamento dei compiti dei corpi volontari ausiliari delle forze armate italiane.
In seguito all'entrata in vigore della riforma sul terzo settore (22 maggio 2020) si sta cercando di risolvere le controversie relative all'amministrazione mista tra ente privato Croce Rossa e Ministero della Difesa.

## Organizzazione

### Disciplina normativa
La sua organizzazione e il suo funzionamento sono regolati dal codice dell'ordinamento militare (decreto legislativo n. 66/2010), che ha assorbito quasi interamente il regio decreto 10 febbraio 1936, n. 484 e successive modificazioni, rimaste in vigore per oltre 70 anni.
L'espletamento delle proprie funzioni, sia in tempo di pace sia in tempo di guerra, avviene nel rispetto delle convenzioni di Ginevra che costituiscono il fondamento giuridico su cui si fonda l'intera associazione di Croce Rossa e grazie a cui essa può operare in piena legittimità e con il riconoscimento giuridico della quasi totalità delle nazioni presenti sul globo terrestre.

### Comando
Al vertice del corpo vi è un Ispettore Nazionale (fino al 2001 era definito Ispettore Superiore). Dal 2010 la carica è ricoperta dal Maggior Generale medico Gabriele Lupini.

#### Comandanti del Corpo
| Insegna | Grado            | Qualifica                                | Nome                       | dal           | al            |
| ------- | ---------------- | ---------------------------------------- | -------------------------- | ------------- | ------------- |
|         | Col. med.        | Ispettore Principale Medico di 1ª Classe | Paolo Postempski           | -             | -             |
|         | Magg. Gen. med.  | Ispettore Superiore                      | Fabio Pennacchi            | -             | -             |
|         | Gen. Div.        | Ispettore Superiore                      | Alberto Morichetti Franchi | -             | -             |
|         | Col. comm.       | Ispettore Superiore                      | Carlo Badini               | -             | -             |
|         | Magg. Gen. comm. | Ispettore Superiore                      | Luigi Bencetti             | 1993          | 2001          |
|         | Col. comm.       | Ispettore Nazionale                      | Pietro Ridolfi             | 2001          | 2008          |
|         | Col. comm.       | Ispettore Nazionale                      | Roberto Orchi              | 2008          | febbraio 2010 |
|         | Magg. Gen. med.  | Ispettore Nazionale                      | Gabriele Lupini            | febbraio 2010 | in carica     |

### Centri di mobilitazione
I Centri di mobilitazione distribuiti su tutto il territorio nazionale, sono gestiti e diretti a livello nazionale dall'Ispettorato nazionale del Corpo militare, e al livello territoriale dai Comandi regione militari.
Centri di mobilitazione fino al 2016
- I° Centro di mobilitazione Piemonte e Valle d'Aosta, con competenza territoriale sulle regioni Piemonte e Valle d'Aosta - con sede a Torino.
- III° Centro di mobilitazione - Milano
- IV° Centro di mobilitazione - Genova
- V° Centro di mobilitazione - Verona (5ª Base logistica), con competenza territoriale sulle regioni Veneto, Friuli-Venezia Giulia e sulle Province autonome di Trento e di Bolzano

- Ufficio personale e mobilitazione distaccato (V Centro) - Trieste
- VI° Centro di mobilitazione - Bologna
- VIII° Centro di mobilitazione - Firenze (8ª Base logistica)
- IX° Centro di mobilitazione - Roma, con competenza territoriale sulle regioni Lazio, Umbria, Marche e Abruzzo

- Ufficio personale e mobilitazione distaccato (IX Centro) - Ancona (chiuso con O.C. n. 650 del 23 dicembre 2010)
- Ufficio personale e mobilitazione distaccato (IX Centro) - Perugia (chiuso con O.C. n. 650 del 23 dicembre 2010)
- X° Centro di mobilitazione - Napoli, con competenza territoriale sulle regioni Campania, Molise e Calabria
- XI° Centro di mobilitazione - Bari (11ª Base logistica), con competenza territoriale sulle regioni Puglia e Basilicata
- XII° Centro di mobilitazione - Palermo
- XIV° Centro di mobilitazione - Cagliari

Centri di mobilitazione attuali
Con l'entrata in vigore del Provvedimento n. 182 del 31 agosto 2016 del Presidente nazionale la distribuzione dei Centri di mobilitazione non è più su base regionale ma per macro-regioni.
- Centro di mobilitazione della Croce Rossa Italiana - Nord Ovest: con sede a Genova (Caserma Gavoglio) e competenza territoriale sulle regioni Liguria, Piemonte, Valle d'Aosta e Lombardia. Accorpa gli ex I, III e IV Centro di mobilitazione e include l'ex CIE di Settimo Torinese e la Sala operativa nazionale (SON) di Legnano. È articolato su:

- Comandante
- Nucleo di supporto al Centro di formazione Nazionale di Bresso (MI) con dipendenza dal Presidente Nazionale della C.R.I. attraverso la prevista linea gerarchico funzionale C.R.I., ferma restando la dipendenza disciplinare dal Comandante del contingente attraverso il Comandante del Centro di Mobilitazione.
Area territoriale (servizi di mobilitazione)
- Ufficio personale e mobilitazione - Genova
- Sostegno ai responsabili N.A.A.Pro. (Nucleo arruolamento e attività promozionali) e relativi Nuclei e agli Ispettorati del Corpo delle Infermiere Volontarie della Croce Rossa Italiana (II. VV.)
Area operativa (servizi pronto impiego ausiliari delle Forze armate e di Protezione civile)
- Reparto operativo di pronto impiego - Nord Ovest:
o Nucleo Settimo Torinese (TO)
o Nucleo Bresso (MI)
o Nucleo SON Legnano (MI)
o Nucleo Genova
- Centro di mobilitazione della Croce Rossa Italiana - Nord Est: con sede a Verona e competenza territoriale sulle regioni Veneto, Friuli-Venezia Giulia e sulle Province autonome di Trento e di Bolzano. Include l'ex Centro di mobilitazione e l'ex CIE di Verona. È articolato su:

- Comandante
Area territoriale (servizi di mobilitazione)
- Ufficio personale e mobilitazione - Jesolo (VE)
- Sostegno ai responsabili N.A.A.Pro. e relativi Nuclei e agli Ispettorati II. VV.
Area operativa (servizi pronto impiego ausiliari delle FF. AA. e di P. C.)
- Reparto operativo di pronto impiego - Nord Est:
o Nucleo Verona
- Centro di mobilitazione della Croce Rossa Italiana - Tosco Emiliano: con sede a Firenze e competenza territoriale sulle regioni Toscana ed Emilia-Romagna. Accorpa gli ex VI e l'VIII Centro di mobilitazione. È articolato su:

- Comandante
- Centro Nazionale Formazione e Addestramento con sede a Marina di Massa con dipendenza dal Comandante del contingente.
Area territoriale (servizi di mobilitazione)
- Ufficio Personale e Mobilitazione - Firenze
- Sostegno ai Responsabili N.A.A.Pro. e relativi Nuclei e agli Ispettorati II. VV.
Area operativa (servizi pronto impiego ausiliari delle FF. AA. e di P. C.)
- Reparto operativo di pronto impiego - Tosco Emiliano:
o Nucleo Firenze
o Nucleo Bologna  ·
- Centro di mobilitazione della Croce Rossa Italiana - Italia Centrale e Capitale: con sede a Roma (Caserma Luigi Pierantoni) e competenza territoriale sulle regioni Lazio, Umbria, Marche e Abruzzo. Include l'ex IX Centro di mobilitazione e l'ex CIE di Roma. È articolato su:

- Comandante
Area territoriale (servizi di mobilitazione)
- Ufficio personale e mobilitazione - Roma
- Sostegno ai responsabili N.A.A.Pro. e relativi Nuclei e agli Ispettorati II. VV.
Area operativa (servizi pronto impiego ausiliari delle FF. AA. e di P. C.)
- Reparto operativo di pronto impiego – Italia Centrale e Capitale:
o Nucleo Roma
o Nucleo Avezzano (AQ)
o Nucleo “Sala situazione Italia” presso la Presidenza del Consiglio dei Ministri – Dipartimento della Protezione civile
- Centro di mobilitazione della Croce Rossa Italiana - Meridionale: con sede a Bari e competenza territoriale sulle regioni Campania, Molise, Calabria, Puglia e Basilicata. Accorpa gli ex X e XI Centro di Mobilitazione e include l'ex CIE di Salerno. È articolato su:

- Comandante
Area territoriale (servizi di mobilitazione)
- Ufficio personale e mobilitazione - Bari
- Sostegno ai responsabili N.A.A.Pro. e relativi Nuclei e agli Ispettorati II. VV.
Area operativa (servizi pronto impiego ausiliari delle FF. AA. e di P. C.)
- Reparto operativo di pronto impiego - Meridionale:
o Nucleo Bari
o Nucleo Salerno
- Centro di mobilitazione della Croce Rossa Italiana - Sicilia: con sede a Palermo e competenza territoriale sulla regione Sicilia. Include l'ex XII Centro di mobilitazione e l'ex CIE di Buonfornello di Termini Imerese (PA). È articolato su:

- Comandante
Area territoriale (servizi di mobilitazione)
- Ufficio personale e mobilitazione - Palermo
- Sostegno ai responsabili N.A.A.Pro. e relativi Nuclei e agli Ispettorati II. VV.
Area operativa (servizi pronto impiego ausiliari delle FF. AA. e di P. C.)
- Reparto operativo di pronto impiego - Sicilia:
o Nucleo Palermo
o Nucleo Catania (costituendo)
- Centro di mobilitazione della Croce Rossa Italiana - Sardegna: con sede a Cagliari e competenza territoriale sulla regione Sardegna. Include l'ex XIV Centro di mobilitazione. È articolato su:

- Comandante
Area territoriale (servizi di mobilitazione)
- Ufficio personale e mobilitazione - Cagliari
- Sostegno ai responsabili N.A.A.Pro. e relativi Nuclei e agli Ispettorati II. VV.
Area operativa (servizi pronto impiego ausiliari delle FF. AA. e di P. C.)
- Reparto operativo di pronto impiego - Sardegna:
Nucleo Cagliari
Centri di mobilitazione dal 1º ottobre 2023
A partire dal 1º ottobre 2023 sono stati riattivati i Centri di Mobilitazione su base regionale riprendendo la configurazione esistente fino al 2016.
L'attivazione sarà graduale e la numerazione verrà assegnata contestualmente all'individuazione del Comandante del Centro di Mobilitazione stesso.

## Le attività
Il Corpo militare volontario esplica le proprie attività istituzionali sia in tempo di guerra sia in tempo di pace.
In tempo di guerra il Corpo militare volontario:
- provvede all'assistenza, allo sgombero e alla cura dei feriti e delle vittime, tanto civili quanto militari;
- organizza ed esegue misure di difesa sanitaria antiaerea;
- disimpegna il servizio di ricerca e assistenza dei prigionieri di guerra, degli internati, dei dispersi, dei profughi, dei deportati e dei rifugiati;
- svolge attività di assistenza sanitaria in relazione alla difesa civile.

In tempo di pace il Corpo militare volontario:
- partecipa alle missioni internazionali di pace, a fianco dei reparti delle forze armate e delle forze di polizia impegnate in quei territori, provvedendo all'assistenza medico-sanitaria di civili e militari, collaborando a stretto contatto col personale militare sanitario degli altri reparti delle Forze armate, impiegando mezzi, materiali, potabilizzatori dell'acqua, attrezzature, nonché personale medico altamente specializzato;
- provvede al mantenimento e alla gestione dei centri di mobilitazione e delle basi logistiche;
- cura la custodia e il mantenimento delle dotazioni sanitarie;
- provvede all'addestramento e all'aggiornamento del proprio personale;
- si occupa della diffusione del diritto internazionale umanitario e delle norme di pronto soccorso sanitario tra il personale delle Forze armate;
- concorre al servizio di assistenza sanitaria nel caso di grandi manifestazioni ed eventi, nonché per esercitazioni militari;
- fornisce assistenza sanitaria alle Forze armate e alle forze di polizia nei poligoni di tiro o nel disinnesco ordigni EOD;
- è impiegato in caso di calamità naturali o disastri con funzioni di protezione civile.

Per svolgere le funzioni di soccorso sanitario di massa, in guerra come in caso di catastrofe, il Corpo opera attraverso l'impiego di reparti, unità e formazioni campali, raggruppamenti e gruppi sanitari mobili, ospedali da campo attendati e baraccati, treni ospedali, posti di soccorso attendati e accantonabili, reparti di soccorso motorizzati.

## Il personale

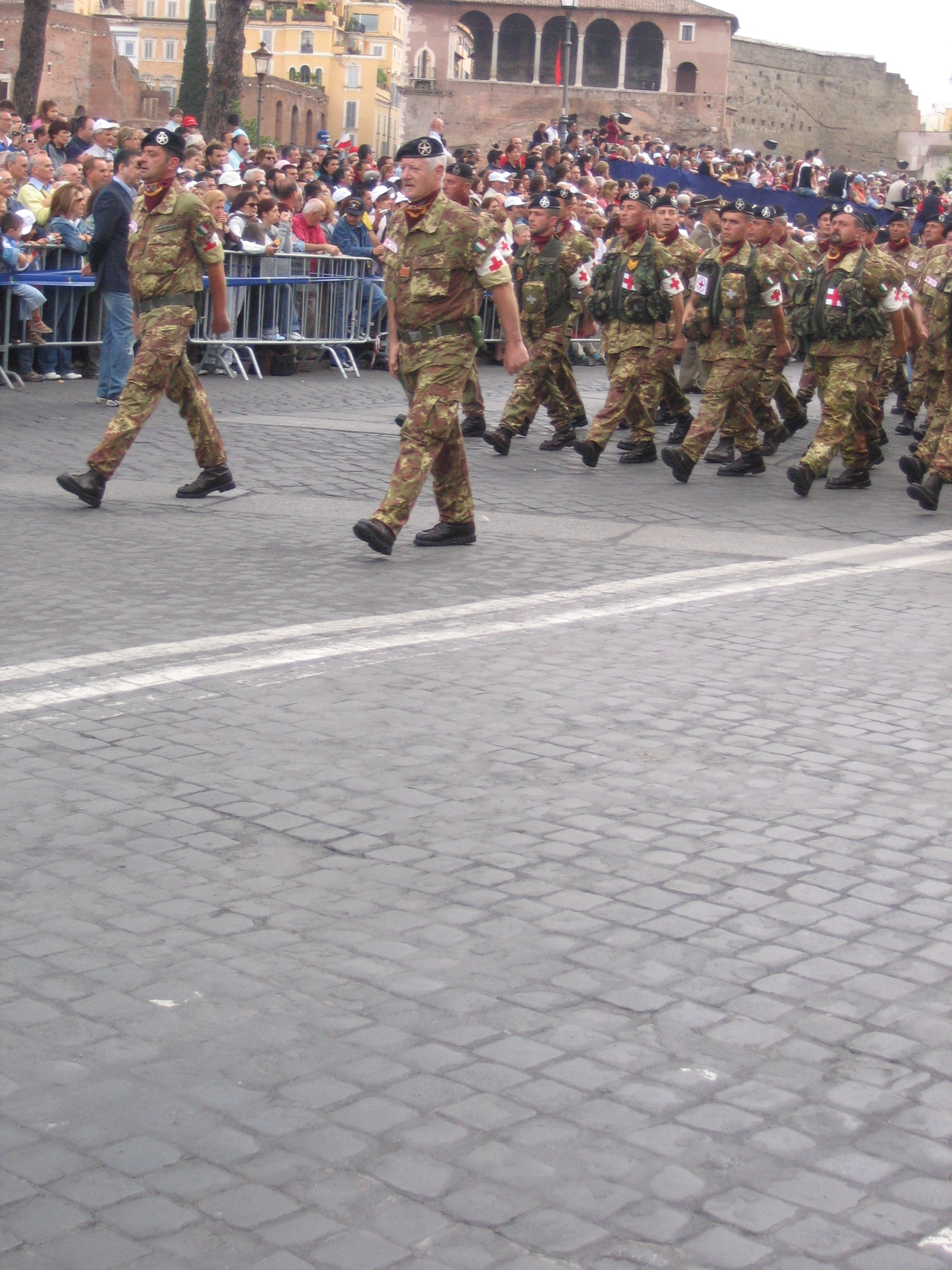
Personale del corpo militare in sfilata

È costituito da personale arruolato volontariamente e posto in congedo richiamabile.
Tale personale è iscritto in due differenti ruoli a seconda dell'età e della posizione nei confronti degli obblighi di leva: 
- Ruolo Normale Mobile
- Ruolo Speciale

Tutto il personale del Corpo militare volontario è in posizione di riserva, ed è richiamato in servizio attivo, con precetto, al verificarsi di particolari esigenze di emergenza, ovvero per motivi di addestramento e istruzione. Il personale che si trova in servizio permanente è esclusivamente personale civile del Ministero della difesa deputato alla regolare gestione dei centri di mobilitazione e dell'Ispettorato nazionale del Corpo, poiché dal 1º gennaio 2018 non c'è più personale militare del Corpo in servizio attivo.
In seguito all'emanazione della circolare n. 13 del 5 febbraio 2021 da parte dell'INPS, il personale richiamato in servizio attivo non è tutelato dagli effetti della cosiddetta Legge Marconi, la quale garantisce la conservazione del posto di lavoro e il rimborso all'azienda degli oneri stipendiali, in quanto il Corpo non fa parte delle FFAA. Tale situazione è in corso di valutazione in quanto in aperto contrasto con quanto sancito dal Codice dell'Ordinamento Militare; la circolare INPS viene applicata solamente ai dipendenti privati, mentre per i dipendenti pubblici continua ad applicarsi la Legge Marconi. Uno degli effetti principali generato da questa circolare è l'impossibilità di avere aliquote di personale disponibile fuori dai fine settimana; questo comporta una limitata possibilità di impiego del corpo in quanto gli appartenenti, per svolgere le attività di istituto, devono attingere dalle proprie ferie/permessi.

## Uniformi, gradi e fregi
Attualmente per il personale militare della C.R.I. sono adottate le uniformi in uso per l'esercito italiano, conformandosi agli utilizzi previsti per le situazioni di servizio ordinario, combattimento e cerimonia, secondo quanto previsto dal "Regolamento sulle uniformi dell'Esercito" SME-6566 edizione 2009 e dal "Regolamento per la disciplina delle uniformi" SMD-G010 edizione 2002.
Come previsto dal nuovo regolamento, il personale chiamato in servizio porta le stellette a cinque punte come segno dello stato giuridico militare a cui è sottoposto. Le uniformi del Corpo militare della C.R.I. sono corredate sulla manica destra e sul petto dal distintivo di Corpo. La 1ª e 2ª convenzione di Ginevra introdussero, già dal 12 agosto 1949, il bracciale sanitario internazionale sia per il personale della Croce Rossa Militare, sia in generale per tutto il personale sanitario delle forze armate. Esso va indossato nei limiti e nelle forme indicate dalle citate convenzioni e consiste in una fascia di tela bianca dell'altezza di 10 cm, sulla quale è cucita una croce di panno rosso. Il bracciale si indossa solo con le uniformi da combattimento e di servizio, sulla manica sinistra e al di sopra del gomito. Ogni bracciale deve essere personale e autenticato dalle competenti autorità secondo le norme della convenzione.
In teatro operativo il bracciale è il simbolo della neutralità e dell'imparzialità e garantisce particolari tutele per il personale. Esso non può essere oggetto di fuoco nemico. Nessuno schieramento può utilizzare uomini muniti di questo bracciale per scopi belligeranti.

## Banda
Il Corpo militare volontario della Croce Rossa Italiana ha tre bande musicali dislocate a Firenze, Bari e Palermo.

## Armi, materiali e mezzi

### Armi leggere
- L'articolo 22 della Convenzione di Ginevra[6] legittima l'utilizzo da parte dei corpi militari di Croce Rossa di armi leggere individuali. Tale uso, in coerenza con i principi di imparzialità e neutralità dell'associazione, è esclusivamente limitato alla protezione del personale, dei feriti e dei pazienti presi in carico, nonché alla difesa delle attrezzature campali e dei mezzi.

#### Arma bianca
- Sciabola. Per gli ufficiali dello stesso modello di quella prescritta per gli ufficiali di fanteria dell’Esercito Italiano; per i marescialli dello stesso modello di quella prescritta per i sottufficiali dell’Esercito Italiano.

#### Arma corta
- Pistola semi-automatica Beretta 92FS per difesa del ferito e del personale nei teatri operativi e servizi sicurezza pubblica, nonché per scorta alla bandiera d'istituto[7][8].

#### Arma lunga
- Fucile d'assalto Beretta ARX 160 per difesa del ferito, del personale e delle attrezzature campali in contesti operativi ostili.
- Fucile d'assalto Beretta AR 70/90 per difesa del ferito, del personale e delle attrezzature campali in contesti operativi ostili[9].

### Materiali ed equipaggiamenti
- Elmetto in kevlar - Protezione individuale
- Giubbetto antiproiettile AP/98 - Protezione individuale
- Indumento protettivo permeabile NBCR - Protezione NBCR
- Corredo complementare NBCR configurazione '95 - Protezione NBCR
- Maschera ANTI-NBC M90 - Protezione NBCR

### Mezzi

#### Ruotati tattici
- Fiat Campagnola II serie - Automezzo da ricognizione
- Fiat Campagnola II serie - Allestimento ambulanza
- Rayton Fissore Laforza Magnum - Automezzo da ricognizione
- Land Rover Discovery I serie - Automezzo da ricognizione
- Ford Ranger VII Serie - Automezzo da ricognizione
- Iveco Massif SW - Automezzo da ricognizione
- VW Amarok - Automezzo da ricognizione
- Iveco Daily 30-10 4x4 II Serie - Versione ambulanza
- Iveco VM 90 Torpedo
- Iveco ACL 90
- Iveco ACM 80/90
- ACTL Astra BM201 4X4
- ACTL Astra BM309F 6X6
- ACTL Astra HD6 84.45 8X8
- ACTL Astra SM88.42 8X8

#### Ruotati protetti
- Iveco VM 90P - Allestimento ambulanza
- Iveco 40-10 Turbo - Allestimento ambulanza
- Iveco EuroCargo "Coccodrillo" - Allestimento ambulanza
- Volkswagen LT 28 - Allestimento ambulanza

#### Ruotati speciali
- Alfa Romeo AR8 - Versione telonata
- Alfa Romeo AR8 - Trasporto persone
- Ford Transit IV serie - Trasporto persone
- Iveco Zeta 79-14 - Versione furgonata
- Piaggio Porter I Serie - Versione cassonata
- Fiat Talento I serie - Trasporto persone
- Fiat Ducato I, II e III serie - Allestimento ambulanza
- Fiat Ducato II serie - Trasporto persone
- Fiat Ducato II serie - Sala Operativa Mobile
- Iveco Daily 35-10 II e III serie - Trasporto persone
- Iveco VM 90 - Versione ambulanza
- Iveco VM 90 - Trasporto persone
- Iveco Menarini 370
- Iveco 315
- Iveco 370
- Volvo Barbi B10
- ATP Renault Magnum AE - Trattore stradale
- ATP Scania 143H400 - Trattore stradale
- ATP Scania 143H450 - Trattore stradale
- Hovercraft HTI 425
- Neoteric HoverTrek
- Motoslitta Polaris Indy IFS
- Motoslitta Yamaha RS Viking Professional Snowmobile
- Containers
- Laboratorio analisi
- Shelter nucleo di decontaminazione NBCR
- Shelter frigorifero
- Docce e Servizi igienici
- Tenda Pneumatica multiuso 12,5 x 8,2
- Pezzaioli Rimorchio generatore
- Semirimorchio cassonato
- Semirimorchio granvolume

#### Macchine operatrici
- Manitou Maniscopic MHT 10120 L Turbo
- Minipala Bobcat
- Torre Faro Lanmar

I mezzi del Corpo utilizzano le targhe CRI.

## STANAG vari
- VIII bianco = ex VIII Centro di mobilitazione, Firenze (8° Base Logistica)
- II amaranto = II Nucleo operativo pronto impiego, Modugno (BA)
- II bianco = II Nucleo decontaminazione e bonifica, Genova (Nucleo NBCR)
- IX amaranto = ex IX Centro di mobilitazione, Roma
- I.N. amaranto = Ispettorato nazionale del Corpo militare volontario della Croce Rossa Italiana, Roma

Stanag VIII VIII Centro di Mobilitazione di Firenze (8° Base Logistica)
Stanag 2° NOPI II Nucleo Operativo Pronto Impiego di Modugno (BA)
Stanag 2°NDB II Nucleo Decontaminazione e Bonifica Genova Nucleo NBCR
Stanag IX IX Centro di Mobilitazione di Roma
Stanag I.N. Ispettorato Nazionale del Corpo Militare C.R.I. di Roma

## Bracciale sanitario internazionale
- Categoria B

È stabilito dalla 1ª e dalla 2ª convenzione di Ginevra del 12 agosto 1949 e consiste in una fascia di tela bianca dell'altezza di cm 10, sulla quale è cucita una croce di panno rosso. È portato dal personale del servizio sanitario nei limiti e nelle forme indicate dalle citate convenzioni.
La violazione, da parte del personale che lo indossa, delle condizioni sotto le quali le convenzioni internazionali accordano la protezione, qualora non configurabili come reato, costituiscono comunque grave infrazione disciplinare. Il bracciale si indossa solo con le uniformi da combattimento, di servizio e derivate su entrambe le maniche al di sopra del gomito.

Bracciale Internazionale Sanitario

## Operazioni nazionali e missioni internazionali

### Operazioni in territorio nazionale in atto
- 4 agosto 2008 "Strade Sicure"
- 2016: Terremoto di Amatrice
- 2020: Emergenza COVID-19

### Operazioni in territorio nazionale concluse
- 1866: terza guerra d'indipendenza
- 1883: terremoto di Ischia
- 1901: epidemia di peste a Napoli
- 1905-1908: terremoto calabro-siculo
- 1910-1911: campagna anticolerica
- 1915-1918: prima guerra mondiale
- 1930: terremoto del Vulture
- 1940-1943: seconda guerra mondiale
- 1943-1945: guerra di Liberazione
- 1957: alluvione del Polesine
- 1962: terremoto del Sannio
- 1963: disastro del Vajont
- 1966: alluvione dell'Arno
- 1968: terremoto della Sicilia orientale
- 1976: terremoto del Friuli
- 1980-1981: terremoto dell'Irpinia
- 1987: alluvione della Valtellina
- 1994: alluvione nelle regioni del Nord Ovest
- 1997: terremoto dell'Umbria e delle Marche
- 1997-1999: emergenza profughi albanesi
- 2009: terremoto dell'Abruzzo
- 2011: emergenza umanitaria nel Nord Africa
- 2012: emergenza neve
- 2012: terremoto dell'Emilia
- 2013: alluvione della Sardegna[10]

### Missioni oltremare in atto
- Emirati Arabi Uniti, marzo 2009-oggi: Operazione "ISAF":

Un assetto sanitario composto da un ufficiale medico anestesista-rianimatore e due infermieri di area critica concorre al completamento dell'Aeromedical Staging Unit (E.A.U.) della Task Force Air, assicurando le evacuazioni sanitarie tattiche e strategiche dal teatro operativo afghano.
- Afghanistan 2010-oggi: Operazione "ISAF":

Nell'ambito della missione ISAF, il Corpo militare volontario della Croce Rossa Italiana fornisce medici e infermieri per il completamento degli assetti sanitari del contingente militare italiano di stanza a Herat, contribuendo al funzionamento del dispositivo AeroMedical Evacuation Team" e del Role 1. Dal mese di ottobre del 2011, un ulteriore medico concorre per il controllo delle acque.

### Missioni oltremare concluse
- Eritrea 1895-1897: campagna coloniale
- Libia 1911-1912: Guerra Italo-Turca
- Balcani 1911-1913: fronte balcanico
- Congo 1911-1913
- Etiopia 1937-1939: Guerra civile
- Spagna 1937-1939: Guerra civile
- Corea 1951-1955: missione ONU
- Congo 1960-1961: missione ONU
- Armenia 1988: terremoto
- Azzorre 1989: sciagura aerea
- Romania 1990: soccorsi a seguito della grave crisi
- Balcani 1993-1995: conflitto in ex Jugoslavia (Althea)
- Balcani 1996: emergenza umanitaria a seguito di conflitto
- Balcani 1997: Bosnia (SFOR)
- Albania 1999: missione Arcobaleno
- Eritrea 1999-2005: missione (UNMEE)
- Eritrea 2000-2002: progetto bilaterale CRI
- Kosovo 2000-2003: progetto bilaterale CRI-CICR
- Kosovo 2001-2003: Kosovo (KFOR)
- Iraq 2003-2006: interventi a Baghdad (Antica Babilonia)
- Emirati Arabi Uniti 2003-2006: operazione "Enduring Freedom"
- Pakistan 2005: terremoto
- Sri Lanka 2005: emergenza tsunami
- Georgia 2008: emergenza umanitaria
- Haiti 2010: terremoto
- Tunisia 2011: emergenza umanitaria

## Onorificenze ricevute

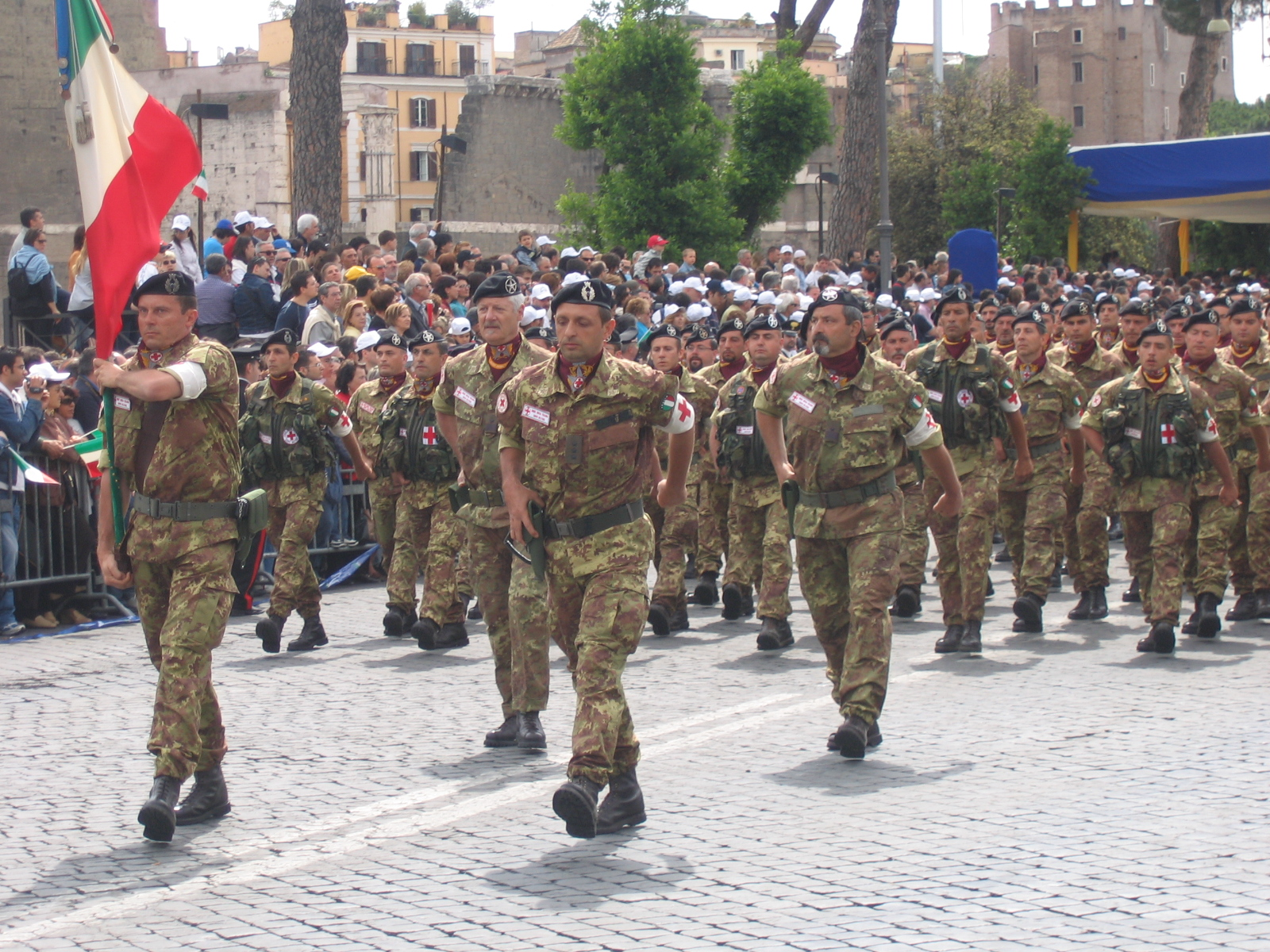
La Bandiera di guerra del Corpo Militare volontario della Croce Rossa Italiana - Ausiliario delle Forze Armate Italiane - sfila per via dei Fori Imperiali a Roma il 2 giugno 2006 durante la Celebrazione della Festa della Repubblica

La Bandiera del Corpo militare volontario della Croce Rossa Italiana è decorata delle seguenti onorificenze (aggiornamento al dicembre 2018):

### Al merito della Croce Rossa Italiana
[Nota: al ramo di palma dorato è sovrapposta una corona turrita dorata, differentemente da quanto illustrato sopra]
[Nota: al ramo di palma dorato è sovrapposta una stelletta dorata, differentemente da quanto illustrato sopra]

### Per la guerra di Corea
Per il personale dell'Ospedale da campo nº 68 del Corpo militare della Croce Rossa Italiana inquadrato nelle forze dell'O.N.U., attivo dal 16 ottobre 1951 al 30 gennaio 1955:
 Presidential Medal of Freedom (Medaglia presidenziale della Libertà) (Stati Uniti d'America)
 Congressional Gold Medal (Medaglia d'oro del Congresso) (Stati Uniti d'America)
 Order of Military Merit Chungmu with Gold Star (Ordine del merito militare Chungmu con stella d'oro) (Corea del Sud), 10 giugno 1954
 Presidential Unit Citation (Encomio presidenziale all'Unità) (Corea del Sud), 6 ottobre 1952
 Presidential Unit Citation (Encomio presidenziale all'Unità) (Corea del Sud), 30 dicembre 1954
 Korean Ambassador for Peace Medal (Medaglia coreana di Ambasciatore per la Pace) (Corea del Sud)
 United Nations Service Medal for Korea (Medaglia di servizio delle Nazioni Unite per la Corea) (Organizzazione delle Nazioni Unite)
 Cittadinanza onoraria della Repubblica di Corea

## Personalità degne di nota
Armando Trimeloni (Milano, 8 agosto 1882 - Carso, 17 luglio 1915) è stato il primo caduto in guerra del corpo militare CRI, come milite assistente presso gli ospedali da campo del fronte sul Carso. Morto per malattia.
Luigi Pierantoni (Verbana Intra, Novara, 2 dicembre 1905 - Roma, Fosse Ardeatine, 24 marzo 1944), Tenente Medico del Corpo Militare della C.R.I., per la sua militanza nei gruppi "Giustizia e Libertà" del Partito d'Azione fu arrestato dalle SS l'8 febbraio 1944 a seguito di delazione, nell'ospedale da campo della C.R.I. di Tor Fiorenza, detenuto prima nella prigione di Via Tasso e poi nel 3° braccio "politici" di Regina Coeli, venne inserito negli elenchi delle persone oggetto di rappresaglia dopo l'Attentato di via Rasella e il 24 marzo 1944 fu condotto alle Fosse Ardeatine e fucilato insieme agli altri martiri.
Fabio Pennacchi (Assisi, 2 novembre 1903 - Perugia 23 agosto 1988), noto principalmente per essere stato Comandante dell'Ospedale da Campo nº 68, operante in Corea durante la Guerra di Corea, da luglio 1952 fino al 1954, e per aver firmato, quale rappresentante del Governo Italiano, l'Armistizio di Panmunjeom del 1953. Successivamente assunse il Comando del Corpo militare C.R.I. allora come Ispettore Superiore e, infine, divenne Presidente della Commissione Medica dello stesso.